# جنت براگ
جنت هارمون واترفورد براگ (با نام اصلی جین نتی هارمون)(۲۴ مارس ۱۹۰۷ — ۱۱ آوریل ۱۹۹۳) یک هوانورد آماتور آمریکایی بود. در سال ۱۹۴۲، او نخستین زن آفریقایی‌تبار آمریکایی بود که موفق به دریافت گواهینامه خلبانی تجاری شد. او در سال ۲۰۲۲ به تالار مشاهیر هوانوردی جورجیا راه یافت.

## زندگی
جنت هارمون در ۲۴ مارس ۱۹۰۷ در گریفین، جورجیا زاده شد. او هفتمین فرزند یک خانواده با تبار آفریقایی و چروکی بود. هارمون در مدارس اسقفی تحصیل کرد و سپس در کالج اسپلمن در آتلانتا، جورجیا ادامه تحصیل داد و در سال ۱۹۲۹ به عنوان یک پرستار ثبت‌شده صلاحیت یافت. اندکی پس از فارغ‌التحصیلی، او جورجیا را ترک کرد و به ایلینوی رفت و در بیمارستان ویلسون در شیکاگو به عنوان پرستار مشغول به کار شد. او با اوانز واترفورد ازدواج کرد، اما این ازدواج پس از دو سال به پایان رسید. پس از طلاق، هارمون همچنان به عنوان پرستار برای پزشکان مشغول به کار بود و در دانشگاه لویولا تحصیل کرد. او در سال‌های ۱۹۴۱–۱۹۵۱ به عنوان بازرس بهداشت در یک شرکت بیمه فعالیت داشت. در سال ۱۹۵۳، او با سامنر براگ ازدواج کرد و این زوج دو خانه سالمندان را در شیکاگو تأسیس و مدیریت کردند تا اینکه در سال ۱۹۷۲ بازنشسته شدند. سامنر در سال ۱۹۸۶ درگذشت و جنت تا سال ۱۹۹۳ به زندگی ادامه داد. زندگینامه او با عنوان پرواز بر فراز موانع پس از مرگش در سال ۱۹۹۶ منتشر شد.

## هوانوردی
در سال ۱۹۲۸، براگ نخستین زن سیاه‌پوستی بود که در دانشگاه هوانوردی کرتیس-رایت در شیکاگو نام‌نویسی کرد. در سال ۱۹۳۳ جنت (که در آن زمان واترفورد بود) در دانشگاه هوانوردی کرتیس-رایت ثبت‌نام کرد، که یک مدرسه هوانوردی مخصوص سیاه‌پوستان و تحت مدیریت جان سی. رابینسون و کرنیلیوس کافی بود. او تنها زن در میان ۲۴ مرد سیاه‌پوست در کلاس خود بود. در سال ۱۹۳۴، او ۶۰۰ دلار از پول خود را برای خرید نخستین هواپیمای مدرسه پرداخت کرد و در ساخت فرودگاه اختصاصی مدرسه در رابینز، ایلینوی همکاری داشت. در تابستان، پرواز را آموخت و گواهینامه خلبانی خصوصی خود را دریافت کرد.
در سال ۱۹۴۳، او برای پیوستن به برنامه خلبانان زن نیروی هوایی ارتش (WASP) درخواست داد. زمانی که برای مصاحبه مراجعه کرد، اثل شیهی، دستیار رئیس برنامه خلبانان زن نیروی هوایی ارتش، از انجام مصاحبه با او خودداری کرد زیرا او سیاه‌پوست بود. چند هفته بعد، او نامه‌ای از ژاکلین کوکران، رئیس برنامه خلبانان زن نیروی هوایی ارتش، دریافت کرد که دلیل رد درخواستش نیز همین مسئله عنوان شده بود. درخواست او برای پیوستن به سپاه پرستاری ارتش نیز به دلایل نژادی رد شد. سپس او در برنامه آموزش خلبانی غیرنظامی در مؤسسه توسکیگی در توسکیگی، آلاباما نام‌نویسی کرد. با وجود اینکه دوره‌های آموزشی، آزمون‌ها و پروازهای آزمایشی خود را با موفقیت گذراند، اما در آلاباما به او گواهینامه خلبانی ندادند، زیرا او یک «دختر رنگین‌پوست» بود. بااین‌حال، او موفق شد گواهینامه خود را در فرودگاه پال-واوکی، ایلینوی دریافت کند.
براگ در تأسیس انجمن ملی هوانوردان آمریکایی که برای نمایندگی این حرفه نوظهور در برابر دولت ایجاد شده بود، مشارکت داشت. براگ در سال ۱۹۶۵ با حدود ۲۰۰۰ ساعت پرواز، از خلبانی بازنشسته شد.